# Thais honkbalteam

Vlag van Thailand.

Het Thais honkbalteam is het nationale honkbalteam van Thailand. Het team vertegenwoordigt Thailand tijdens internationale wedstrijden. Het Thais honkbalteam hoort bij de Aziatische Honkbalfederatie (BFA).
Thailand nam in 2012 deel aan de kwalificatie voor de World Baseball Classic in 2013.

## Resultaten
- 15e plaats op het WK honkbal van 2007
- 01e plaats op de Zuidoost-Aziatische Spelen van 2007